# خوب، بد، جلف
خوب، بد، جلف فیلمی در ژانر کمدی به کارگردانی پیمان قاسم خانی و تهیه‌کنندگی محسن چگینی و عبدالله اسکندری محصول سال ۱۳۹۴ است. فیلمبرداری این اثر در زمستان ۱۳۹۴ انجام شد و اولین بار در بهمن ۱۳۹۵ در سی و پنجمین دوره جشنواره فیلم فجر به‌نمایش درآمد.
این فیلم از تاریخ ۲۷ بهمن ۱۳۹۵ در سینماهای ایران اکران شده‌است.
در نظرسنجی سایت خبرآنلاین این فیلم به عنوان بهترین فیلم نوروز ۱۳۹۶ انتخاب شد.
در ابتدا قرار بود کارگردان این فیلم رامبد جوان باشد و انتخاب‌های بعدی حسن فتحی و سروش صحت بودند اما با طولانی شدن نگارش فیلمنامه این همکاری ممکن نشد و پیمان قاسم‌خانی خودش کارگردانی را برعهده گرفت، و همچنین در گفتگو با سینما ژورنال گفت: زیادی کار سختی است بخاطر اینکه اصلاً فکرش را نمی‌کردم خودم آن را بسازم. نشسته بودم می‌نوشتم و کیف می‌کردم که چه پوستی کنده می‌شود از کارگردانش اما این بلا سر خودم آمد. همچنین در ادامه اضافه کرد که: بعد از این فیلم می‌توانم هر فیلم دیگری بسازم چون کارگردانی این فیلم سخت‌ترین کار است. به بچه‌ها می‌گویم این گرانترین کلاس کارگردانی است که کسی می‌تواند داشته باشد. دو میلیارد تومان هزینه شده تا من کارگردانی یاد بگیرم.
همچنین این فیلم در ابتدا قرار بود دنباله برای مجموعه تلویزیونی پژمان باشد اما سپس با تغییراتی به صورت یک فیلم سینمایی مستقل از آن درآمد.

## داستان
مانی حقیقی یک کارگردان هنری سینما از طرف تهیه‌کننده‌اش تحت فشار است تا از دو بازیگر تجاری برای بازی در نقش‌های اصلی فیلمش استفاده کند. از نظر کارگردان آن‌ها بدترین انتخاب‌های ممکن هستند. اما اگر می‌خواهد که فیلم را بسازد مجبور است در مدت کوتاهی آن‌ها را به نقش‌هایشان نزدیک کند و این کار آسانی نیست.
آن‌ها از سرگرد شادمان به عنوان کارشناس انتظامی کمک می‌گیرند. سرگرد قبول می‌کند به آن‌ها آموزش دهد و آن‌ها را همراه خود می‌برد تا شیوه کار او را یاد بگیرند. دریکی از این پرونده‌ها با جسد فردی به نام محمود معتضدی در کنار رودخانه مواجه می‌شوند. روی دست او علامتی خالکوبی شده و حکم نوشته شده، نفر دیگری هم به نام کمال دهن لق با همین خالکوبی کشته شده‌است. آن‌ها یک باند توزیع مواد مخدر هستند و ماده‌ای مخدر به نام حکم لازم را پخش می‌کنند شادمان نفر سوم این گروه را که حسام کشمیری نام دارد در یک باغ بازداشت می‌کند. آن‌ها به دنبال نفر چهارم هستند چون گمان می‌کنند این بازی با چهار نفر انجام می‌شود و نفر چهارم عامل قتل است.
حسام کشمیری در بازجویی اعتراف می‌کند باند آن‌ها سه نفره بوده و حکم مخفف اسم حسام و کمال و محمود و نماد این باند است، محمود معتضدی به یک باشگاه سوارکاری به نام یوزپلنگ رفت‌وآمد داشته‌است. شادمان به همراه پژمان جمشیدی و سام درخشانی و خانم آزاده تهیه‌کننده این فیلم برای تحقیقات بیشتر و همچنین به بهانه اسب و لوکیشن برای فیلم خود به این باشگاه مراجعه می‌کنند.
رضا رویگری و مجید مظفری که صاحبان این باشگاه سوارکاری هستند متوجه می‌شوند شادمان پلیس است برای همین آن‌ها را بیهوش می‌کنند و گروگان می‌گیرند ولی پس از به هوش آمدن متوجه می‌شوند رویگری و مظفری در کار جعل اسکناس هستند و به مواد مخدر ربطی ندارند واین سوءتفاهم بوده و آن‌ها اشتباهی به این پرونده ورود کرده‌اند ولی خلافکاران حاضر به آزادی آن‌ها نیستند و قصد دارند تا آن‌ها را بکشند تا مدرکی باقی نماند. در پایان آن‌ها موفق به فرار می‌شوند و خلافکاران را بازداشت می‌کنند، پژمان هم تیر می‌خورد و مدتی در بیمارستان بستری می‌شود.
از طرفی فیلم ساخته می‌شود و اکران موفقی پیدا می‌کند در حالی که کارگردان مانی حقیقی سکته کرده و فوت شده و دیگر نیست تا این موفقیت را ببیند. در انتهای داستان در یک نما نشان داده می‌شود که محمود معتضدی در اثر تصادف رانندگی مرده‌است و قتلی در کار نبوده‌است.

## بازیگران
| بازیگران         | نقش           | توضیحات                                  |
| ---------------- | ------------- | ---------------------------------------- |
| حمید فرخ‌نژاد     | سرگرد شادمان  | افسر آگاهی                               |
| پژمان جمشیدی     | خودش          | بازیگر، دوست سام                         |
| سام درخشانی      | خودش          | بازیگر، دوست پژمان                       |
| ویشکا آسایش      | خانم آزاده    | تهیه‌کننده فیلم                           |
| مانی حقیقی       | خودش          | کارگردان فیلم                            |
| امیرمهدی ژوله    | حسام          | تولیدکننده حکم لازم، ساقی                |
| حسین پاکدل       | سرهنگ         | مافوق سرگرد شادمان                       |
| نسیم ادبی        | خانم رئیس     | رئیس گروه تولیدکنندگان دلار تقلبی        |
| مهراب قاسم‌خانی   | محمود معتضدی  | مقتول پرونده، نامزد مژده                 |
| بهاره رهنما      | راننده        | قاتل پنهان داستان                        |
| آزاده صمدی       | مژده قنبرزاده | نامزد مقتول                              |
| سپند امیرسلیمانی | شاهین         | عضو گروه تولیدکنندگان دلار تقلبی         |
| رضا کریمی        | مسئول باشگاه  | عضو گروه تولیدکنندگان دلار تقلبی         |
| نیوشا ضیغمی      | شراره         | بازیگر فیلم نازی آباد                    |
| علی اوجی         | علی اوجی      | دوست پژمان                               |
| مجید مظفری       | مجید مظفری    | بازیگر، عضو گروه تولیدکنندگان دلار تقلبی |
| رضا رویگری       | رضا رویگری    | بازیگر، عضو گروه تولیدکنندگان دلار تقلبی |
| امیر حسین قربانی | کیشمیش        | نوچه حسام                                |
| فریبرز گرمارودی  | هوشنگ         | دی جی                                    |
| حامد حسینی       | سلاخ          | نوچه خانم رئیس                           |

## دنباله
بعد از موفقیت فیلم سینمایی «خوب بد جلف»، پیمان قاسم خانی که کارگردانی این فیلم را عهده‌دار بود نگارش سریالی با همین نام را آغاز کرد و قرار شد تا بهروز افخمی این مجموعه را به تهیه کنندگی سید محمد امامی و محسن چگینی برای شبکه نمایش خانوادگی کارگردانی کند. به گفته پژمان جمشیدی: «از آنجایی‌که سریال «پژمان» در تلویزیون ساخته شده بود، نمی‌توانستیم در سینما هم با همین نام کار را ادامه دهیم. به همین دلیل هم فیلم سینمایی که ساخته شد «خوب بد جلف» نام گرفت؛ در ادامه هم کار با همین اسم به شبکه نمایش خانگی می‌رود، با شخصیت‌های واقعی و اسم‌های واقعی مثل اسم خود من که در فیلم هم با نام خودم حضور داشتم.».
در نهایت با منتفی شدن ساخت سریال برای شبکه نمایش خانگی قسمت دوم این فیلم سینمایی تحت عنوان خوب، بد، جلف ۲:ارتش سری ساخته شد.
ادامه فیلم سینمایی خوب بد جلف ۲: ارتش سری در قالب سریال ۱۳ قسمتی در شبکه نمایش خانگی با عنوان خوب، بد، جلف: رادیواکتیو ساخته شد.

## جوایز و افتخارات

### سی و پنجمین دوره جشنواره فیلم فجر
| قسمت                          | نامزد                        | نتیجه    | جایزه        |
| ----------------------------- | ---------------------------- | -------- | ------------ |
| بهترین فیلم از نگاه تماشاگران | محسن چگینی و عبدالله اسکندری | برنده    | لوح تقدیر    |
| بهترین بازیگر نقش اول مرد     | حمید فرخ‌نژاد                 | نامزدشده | سیمرغ بلورین |
| بهترین چهره‌پردازی             | عبدالله اسکندری              | نامزدشده | سیمرغ بلورین |

### هفدهمین دوره جشن حافظ
| قسمت                    | نامزد          | نتیجه    |
| ----------------------- | -------------- | -------- |
| بهترین فیلمنامه سینمایی | پیمان قاسم‌خانی | نامزدشده |
| بهترین بازیگر مرد       | پژمان جمشیدی   | نامزدشده |
| بهترین تدوین            | مصطفی خرقه‌پوش  | نامزدشده |